# Río Timok
El río Timok (serbio y búlgaro cirílico: Тимок, rumano: Timoc) es un río que discurre por el este de Serbia y por Bulgaria occidental, un afluente directo del Danubio. Deriva los nombres en todos estos del que tuvo en la Antigüedad, en latín, Timacus.
Tiene un sistema muy ramificado de muchos ríos cortos, un gran número de ellos tienen el mismo nombre (Timok), sólo clarificado con adjetivos. Desde la lejana fuente en el sistema, la del Svrljiški Timok, hasta su confluencia con el Danubio (como Veliki Timok), el Timok tiene 203 km de largo. El río fluye a través de Serbia y durante los últimos 15 km forma la frontera entre Serbia y Bulgaria. La superficie de la cuenca del río es de 4630 km².
La ensenada Timok, en la isla Rugosa de las islas Shetland del Sur, en la Antártida, lleva su nombre por este río.